# エーミールと三人のふたご
『エーミールと三人のふたご』（エーミールとさんにんのふたご、Emil und die drei Zwillinge）は、エーリッヒ・ケストナー作の児童文学である。1935年発表。『エーミールと探偵たち』の続編。1950年に高橋健二によって邦訳された新潮社版では『エーミールと軽わざ師』というタイトルになっている。

## 概要
前作『エーミールと探偵たち』から6年の歳月を経て発表された続編。その間に前作が映画化されたこともあり、作者がその映画撮影に出くわすなどといったメタフィクショナルな描写が随所に織り込まれている。本作の舞台となるコルルスビュッテルはバルト海沿岸の小さな海水浴場と記述されているが、前作のベルリンと異なり実際には存在しない。

## あらすじ
『エーミールと探偵たち』の冒険から2年後。エーミールは前作で友人となったグスタフたちとともに、コルルスビュッテルの海水浴場に遊びに行く。グスタフは警笛を付けるためのモペッドまで手に入れていた。イェシュケ警部はエーミールの許しを得て母親と再婚し義父となることにする。
コルルスビュッテルで出会った芸人のバイロン・トリオは、ある問題を抱えていた。エーミールと仲間たちは再び力を合わせ、トリオのメンバー、ジャッキーを救うために奔走する。